# Medalha do Marne
A Medalha do Marne (em francês:  Médaille de la Marne) é uma condecoração associativa francesa destinada a distinguir os soldados que participaram das duas batalhas do Marne (a primeira batalha do Marne, em 1914, sob as ordens do General Joffre, e a segunda, sob as ordens do General Foch), em particular, esta medalha foi concebida para ser concedida aos participantes nos combates da semana do 6 a 12 setembro de 1914, que viu os combates ocorrerem na frente de Senlis a Verdun.

## História
A Medalha do Marne foi criada em 21 de outubro de 1937 pelo Capitão Chrissement, fundador da associação de veteranos combatentes do Marne, a Les Soldats de la Marne. A medalha premia os combatentes que participaram das duas batalhas no rio Marne, no norte da França, na Primeira Guerra Mundial. A Primeira Batalha do Marne ocorreu em setembro de 1914, sob o comando do General Joseph Joffre, e a Segunda Batalha do Marne ocorreu de julho a agosto de 1918, e sob o comando do General Ferdinand Foch; nas fases inicial e final da Grande Guerra, respectivamente.
A medalha não é oficial e a associação Les Soldats de la Marne ("Os Soldados do Marne") era autorizada a entregá-la, com a ação desta sociedade patriótica continuada pela associação Mondement 1914, a evolução dos soldados do Marne. Apesar de não-oficial, foi amplamente colecionada.

## Agraciamento

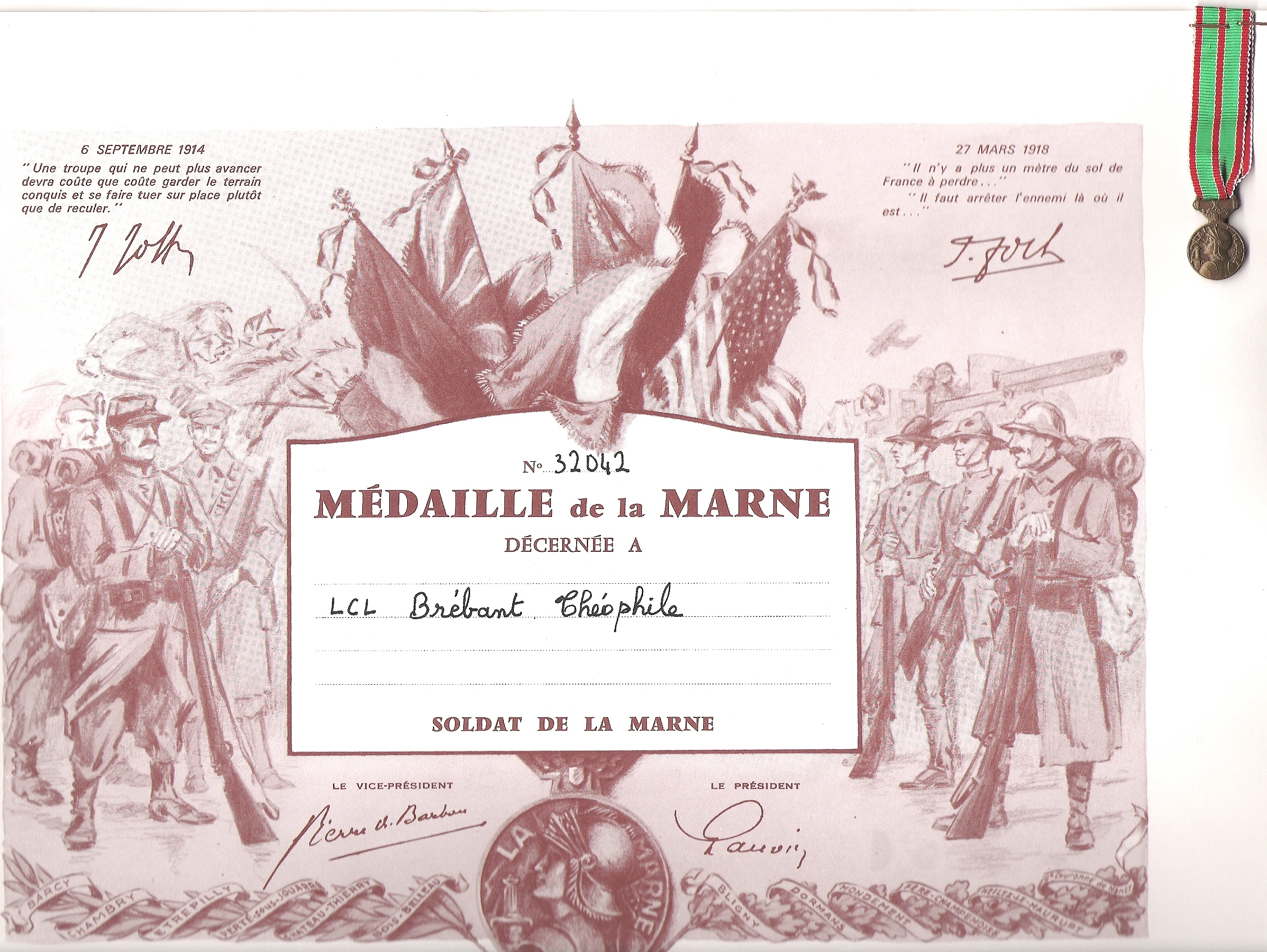
Diploma concedido ao Cel. Théophile Marie Brébant.

A Medalha do Marne destinava-se aos veteranos que combateram nas duas batalhas do Marne, sendo agraciada exclusivamente pela associação francesa de veteranos, a Les Soldats de la Marne e depois Mondement 1914.
A Medalha do Marne foi entregue ao General de Gaulle pelo presidente da associação Les Soldats de la Marne, Comandante Paul Gauvin; ele mesmo ferido em combate em 22 de março de 1916 em Verdun e gueule cassée ("cara quebrada"), fundaria a associação Mondement 1914. Com a morte de todos os veteranos que lutaram no Marne, o conselho de administração da associação decidiu suspender todas as concessões em 20 de fevereiro de 2009.

## Características
A Medalha do Marne é feita em bronze com módulo circular de 27mm. No anverso há a efígie de Joana d'Arc usando um elmo medieval e segurando uma espada pelo ricasso e com a empunhadura à mostra, com “LA MARNE” escrito acima e as bandeiras dos países Aliados ao fundo. A suspensão integral uniface retrata um feixe de Lictor horizontal com folhas de carvalho por baixo. O reverso contém a inscrição “SOLDAT DE LA MARNE” (Soldado do Marne) gravada em caracteres grandes, com "1914" na parte superior da Medalha e “1918” na parte inferior, rodeado por uma coroa de louros. A medalha é suspensa por uma fita verde com três listras vermelhas com bordas brancas, posicionadas no centro e nas bordas.